# ラマー・オブ・ジャングル
ラマー・オブ・ジャングル（原題Ramar of the Jungle）は、シンジケーティッド・アメリカン・テレビジョンで、1952年から1953年にかけて放送されたアメリカのテレビドラマである。日本ではKRT（現・TBS）で、1958年3月4日から1959年5月17日にかけて、『不二家の時間』（日曜19:30 - 20:00）放送された。アメリカでの人気は高く、おもちゃのピストルやゲームなどのタイアップ商品が作られた。

## 概要
インド及びアフリカのジャングルで活躍する白人医師とその助手の冒険物語。ジョン・ホールが、医師で科学者のレイノルズ博士を演じ、助手のハワードをレイ・モンゴメリーが演じた。舞台はアフリカとインドで、30分番組、全52話。第1シリーズは、前半13話がアフリカが舞台、後半の13話がインドが舞台となっているが、第2シリーズでは26話すべてがアフリカでの話になっている。のちに何本か映画化もされた。

## キャスト
- トム・レイノルズ博士：ジョン・ホール（声 - 大木民夫（日本語吹き替え版））
- ハワード・オグデン：レイ・モンゴメリー
- チャーリー：ジェームズ・フェアファクス
- ザヒール：ビクター・ミラン
- ウィリー：ニック・スチュワート

チャーリーは第1シリーズのガイドで、ケープタウン出身でコックニー訛り、ウォルターというオウムを飼っているという設定。ザヒールはインドでのガイド、ウィリーは第2シリーズのガイドで現地人、バベットという名前の猿をペットにしているという設定になっている
。

## 映画化作品
- White Goddess (1953)
- Eyes of the Jungle (1953)
- Thunder Over Sangoland (1955)
- Phantom of the Jungle (1955)

また、テレビ用に下記の7本の映画が作られている。
- Ramar and the Burning Barrier (1964, I.T.C., 82 minutes, b&w)
- Ramar and the Deadly Females (1964, I.T.C., 80 minutes, b&w)
- Ramar and the Jungle Secrets (1964, I.T.C., 81 minutes, b&w)
- Ramar’s Mission to India (1964, I.T.C., 80 minutes, b&w)
- Ramar and the Savage Challenges (1964, I.T.C., 83 minutes, b&w)
- Ramar and the Hidden Terrors (1964, I.T.C., 83 minutes, b&w)
- Ramar and the Jungle Voodoo (1964, I.T.C., 78 minutes, b&w)